# Diceros bicornis bicornis
El rinoceronte negro del sur (Diceros bicornis bicornis) o rinoceronte del cabo es la subespecie nominal del rinoceronte negro (Diceros bicornis), un mamífero perisodáctilo de la familia Rhinocerotidae. Era abundante en la provincia del Cabo (Sudáfrica) pero es considerada extinta desde c. 1850 producto de la caza excesiva y la destrucción de su hábitat.